# Frank Kramer
Frank Louis Kramer (ur. 15 września 1880 w Evansville – zm. 8 października 1958 w South Orange) – amerykański kolarz torowy, złoty medalista mistrzostw świata.

## Kariera
Największy sukces w karierze Frank Kramer osiągnął w 1912 roku, kiedy zdobył złoty medal podczas mistrzostw świata w Newark. W zawodach tych bezpośrednio wyprzedził Australijczyka Alfreda Grendę oraz André Perchicota z Francji. Był to jedyny medal wywalczony przez Kramera na międzynarodowej imprezie tej rangi. Ponadto wielokrotnie zdobywał medale torowych mistrzostw Stanów Zjednoczonych, w tym aż 19 złotych. Kilkakrotnie stawał także na podium zawodów cyklu Six Days, a w 1905 i 1906 roku wygrywał Grand Prix Paryża. Nigdy nie wystąpił na igrzyskach olimpijskich.